# Parafia św. Jadwigi Królowej w Nowym Targu
Parafia Świętej Jadwigi Królowej w Nowym Targu – rzymskokatolicka parafia należąca do dekanatu Nowy Targ archidiecezji krakowskiej.

## Historia
W listopadzie 1996 r. biskup Jan Szkodoń dokonał wizytacji kanoniczej w parafii Najświętszego Serca Pana Jezusa w Nowym Targu. W protokole powizytacyjnym zasygnalizował potrzebę budowy kościoła na osiedlu Bór. W 1997 r. kardynał Franciszek Macharski podjął decyzję o stworzeniu tam ośrodka duszpasterskiego.
24 lipca 1997 r. podjęto decyzję o budowie nowego kościoła. Początkowo wierni zbierali się w blaszanej tymczasowej kaplicy. 8 czerwca 1998 r. kardynał Franciszek Macharski poświęcił plac budowy kościoła. W latach 1998–2004 wybudowano plebanię, w piwnicy której od 1998 r. odprawiano nabożeństwa. Dekretem z dnia 2 lutego 2002 r. kardynał Franciszek Macharski utworzył nową parafię, wyznaczając ks. Henryka Paśko jej pierwszym proboszczem.
Kościół parafialny został wybudowany w latach 2000–2005. 8 czerwca 2017 r. świątynię konsekrował arcybiskup Marek Jędraszewski.